# Condemned: Criminal Origins
Condemned: Criminal Origins (с англ. — «Осужденный: Криминальное происхождение», в Японии известна как Condemned: Psycho Crime, а в Австралии просто Condemned) — компьютерная игра в жанре survival horror с элементами Beat 'em up, разработанная компанией Monolith Productions и изданная компанией Sega в ноябре 2005 года на Xbox 360 и в апреле 2006 года на PC (Windows).

## Игровой процесс
В Condemned: Criminal Origins большой упор делается на рукопашный бой с применением подручных средств, от газовых труб и руки манекена до топоров и кувалд. Большая часть боёв заключается в уклонении и блокировании ударов противников и нанесении ответных ударов своим оружием. Разное оружие обладает разными характеристиками: скоростью, дальностью, способностью блокировать удары и мощностью удара. Некоторым оружием также можно совершать определённые действия. Например, топором можно ломать запертые деревянные двери, кувалдой — сбивать висячие замки, ломом — вскрывать сейфы, а лопатой — перебивать трубы с проводами кодовых замков.
Огнестрельное оружие попадается редко. На экране в обычном виде не показывается количество оставшихся патронов, и, чтобы их увидеть, надо вынуть магазин. Также, в отличие от других шутеров, протагонист не может носить с собой дополнительные боеприпасы. После их израсходования огнестрельное оружие также можно использовать как подручное рукопашное средство, однако оно будет иметь низкую прочность и быстро ломаться.
По ходу своего расследования Итан с помощью нескольких специальных инструментов должен искать улики, помогающие напасть на дальнейший след убийцы, но с точки зрения геймплея этот момент введён скорее для разнообразия антуража, так как не представляет особой сложности и снабжён прямыми подсказками.
У игрока более медленная по сравнению с другими играми Monolith скорость движения персонажа, к тому же он не может прыгать (кроме перепрыгивания через препятствия в специально отведённых местах) и приседать.

### Противники
Противники в игре представлены отбросами общества: наркоманами, бомжами, бродягами и психопатами. Они используют то же оружие, что и Итан Томас, но берут числом, а не умением.
Куда более опасными врагами выступают Оро — культисты, занимающиеся членовредительством, чтобы усиливать способности своего мозга и речевого аппарата для гипноза людей безумием. Они сражаются с бо́льшим мастерством, нежели рядовые враги, а также способны совершать обманные манёвры и блокировать удары Итана.
В игре присутствуют немногочисленные боссы — среди них безумная повариха школьной столовой и Тёмный руководитель Оро — финальный босс.

## Сюжет
Игра начинается с того, что главный герой — агент отдела ФБР по расследованию серийных убийств (англ. SCU — Serial Crimes Unit) Итан Томас (англ. Ethan Thomas) — прибывает на место убийства. Он и его коллеги заходят в покинутое здание, рядом с которым бродят психопаты и преступники. Убитая — молодая женщина. Её труп лежит на полу со следами удушения, а напротив неё за столом усажен манекен мужчины. Итан и его коллеги приходят к предположению, что это убийство — дело рук Составителя пар (англ. Match Maker, букв. Сват), маньяка, на след которого уже ранее пытался выйти Итан. После дальнейшего осмотра места преступления они чувствуют запах чьего-то сигаретного дыма и заходят в соседнюю комнату, где слышат с этажа выше шаги неизвестного, который затем выключает свет в здании. Итан и коллеги решают разделиться, и он идёт на поиски рубильника, в то время как остальные пытаются выбраться по пожарной лестнице. Во время блужданий в поисках подозреваемого Итан находит рубильник, но при включении его бьёт током. Из-за этого его откидывает назад и он теряет свой пистолет. Прятавшийся в тени подозреваемый подбирает пистолет и убегает. Итан идёт дальше и после стычек с бродящими по зданию агрессивно настроенными наркоманами и остальными отбросами общества встречает его в тупиковой комнате. Подозреваемый нацеливает на Итана пистолет и пытается убедить его, что они оба — на одной стороне. В это время коллеги Итана входят в комнату, и преступник убивает из пистолета обоих его агентов и вышвыривает Итана на улицу из окна второго этажа.
Итан приходит в себя в своей квартире и обнаруживает, что рядом с ним находится Малькольм Ванхорн (англ. Malcolm Vanhorn), друг отца Итана. Малькольм предупреждает Итана, что его разыскивают за убийство двух полицейских из его пистолета. Итан решает доказать свою невиновность. К счастью, на его стороне оказывается Роза (англ. Rose), сотрудник лаборатории в отделе по расследованию серийных убийств, в котором работал Итан. Они общаются по мобильному телефону для помощи в расследованиях.
Скоро он находит доказательства, что маньяк интересуется карьерой Итана в своём отделе. Позже Итан обнаруживает труп Составителя пар, убитого тем же способом, которым он убивал своих жертв — задушенным и вместе с манекеном. Он решает, что тот преступник, который убил его коллег, пытается убить серийных убийц, которых разыскивает Итан. Он и Роза решают назвать этого преступника «Серийным убийцей икс» (англ. Serial Killer X). Итан отправляется на поиски ещё одного маньяка, которого он разыскивал в отделе — Мучителя (англ. The Torturer).
Спустя короткое время после обнаружения логова Серийного убийцы икс Итана атакует странное человекоподобное существо. Итан убивает его и после этого находит мёртвого Мучителя, убитого так же, как он убивал своих жертв. Скоро Итан встречает таинственного убийцу, который оказывается Лиландом Ванхорном (англ. Leland Vanhorn), племянником Малькольма Ванхорна. Незаметно приезжает Малькольм и, чтобы Итан не навредил Лиланду, оглушает Итана ударом по голове.
Когда Итан приходит в себя, он обнаруживает, что связан и находится в плену у Лиланда. Лиланд объясняет Итану, что он убивал серийных убийц, которых разыскивал Итан, и что он хочет убить и Итана тоже. Когда Лиланд перебирает в уме те способы маньяков, которыми он мог бы убить Итана, в процессе этого отрезав ему палец, главный герой замечает другое человекоподобное существо, прячущееся в стропилах. Это существо известно как Ненависть и служит источником безумия, охватившего Метро-Сити. Ненависть похожа на человека, но у неё красная кожа и во рту металлическое приспособление. Малькольм нападает на Лиланда сзади и начинает бороться с ним. Итан умудряется освободиться, и Малькольм говорит ему, что Итану надо убить это существо, так как оно — причина безумия Лиланда. Итан преследует убегающее существо и настигает его в амбаре, и после его сражения Итану удаётся повалить монстра и вырвать у него имплантат, тем самым уничтожив его.
Малькольм везёт Итана домой и объясняет ему, что тот не сможет вернуться «ни в бюро, ни к старой жизни». Итан слышит звуки из багажника машины, требует у Малькольма остановить машину. Малькольм отказывается и объясняет, что, хоть Лиланд и виновен и его не может оправдать даже то, что он убивал серийных убийц, он просто безумен. Итан резко настаивает. Машина останавливается. Он приказывает открыть багажник, где находится связанный Лиланд с залепленным ртом. Итан достаёт пистолет и нацеливает на Лиланда, чтобы убить его. Малькольм просит его поменять решение, но Итан отказывается. Тогда Малькольм достаёт револьвер и наставляет его на Итана. Изображение на несколько секунд размывается, вокруг обоих появляются человекоподобные существа Оро. Игроку предоставляется выбор, 5 секунд — застрелить связанного Лиланда или нет. Если застрелить — сцена заканчивается. Если нет — Лиланд развязывает руки, вытаскивает спрятанный пистолет и совершает с помощью него самоубийство. (Выбор влияет на открытие достижений игры).
Позже Итан и Роза разговаривают в закусочной. Выясняется, что обвинения с Итана были сняты. Роза просит его объяснить произошедшее. Итан спрашивает, может ли ей доверять. Роза сообщает ему запиской о прослушке их разговора, и тогда Итан говорит, что понятия не имеет, что произошло. Роза желает ему удачи и уходит. После разговора следует сцена в туалете, где Итану становится плохо, его вырывает в раковину, в отражении зеркала начинает мелькать человекодобное существо. Итан резко разворачивается прямо в камеру и его лицо становится как у тех существ.
В процессе игры развивается параллельная сюжетная линия о беспорядках в городе. Люди начинают всё больше склоняться к беспричинному насилию, а птицы умирают с той же пропорциональностью. Выясняется, что в определённых местах есть звук, который негативно действует на птиц, разрушая их мозг. Возникает предположение, что он действует и на людей. В разговоре Итана и Розы в закусочной Роза упоминает о неком экстремистском культе, результат действий которого и вылился в повышение преступности. В отчётах, открываемых при находке птиц и металлических пластин (от количества найденного зависит количество раскрываемого материала в меню), спецслужбы установили, что эта секта влияет на людей вышеупомянутым звуком, используя его как оружие. Часть людей (скорее всего из-за слабой силы воли) испытывают головные боли, становятся агрессивными и во всём видят угрозу, потому и нападают, а также нередко совершают самоубийство. Сектанты, согласно расследованию, убеждены, что праведность — это тьма (такова природа человека, даже если он пытается доказать обратное), только тьма имеет власть над всем сущим, неверные служат свету (таким образом склоняют человечество к насилию) и лишь избранные в полной мере познали тьму и умеют ею управлять.
В городской библиотеке Роза показывает Итану секретное дополнительное личное дело, хранимое в ФБР, в котором наглядно говорится о необычной физиологии тела главного героя: в частности, из его груди исходит рентгеновское излучение. В связи с этим Итаном очень интересуется правительство. Возможно, что эта сила при столкновении с воздействием сектантов и порождает галлюцинации, которые наносят Итану моральный и физический вред.

## Разработка
Мы сосредоточены на том, что я называю тремя типами ужаса: A. Шок — эти стандартные клишированные моменты, когда Вы дергаётесь каждый раз, когда на Вас что-то внезапно выпрыгивает. B. Напряжение — Вы знаете, что рядом кто-то есть, но не знаете где. Это ожидание, когда Вы знаете, что что-то приближается — но не знаете что — и не знаете когда… И C. Психологический — Вы, игрок, столкнётесь с причудливыми галлюцинациями, странными видениями и не будете знать, настоящие ли они или лишь в голове игрока.
Официальный анонс Condemned состоялся в феврале 2005 года; в качестве платформ были указаны ПК и приставки седьмого поколения. Согласно заявлению генерального директора Monolith Productions Саманты Райан, разработчики намеревались «совместить жуткую атмосферу с реалистичной физикой, хитроумным искусственным интеллектом и изощрённой боевой системой». Sega представила игру на E3 2005, где был подтверждён релиз для Xbox 360. Место действия Condemned: Criminal Origins было вдохновлено Сиэтлом. Студия наняла землемеров для осмотра заброшенных зданий и складов, чтобы создать на их основе игровые локации. Осенью был запущен сайт игры, содержащий различные материалы по ней, включая скриншоты, трейлеры и обои для рабочего стола.

## Отзывы
| Сводный рейтинг           | Сводный рейтинг | Сводный рейтинг |
| Издание                   | Оценка          | Оценка          |
| Издание                   | PC              | Xbox 360        |
| ------------------------- | --------------- | --------------- |
| GameRankings              | 79,13 %         | 82,31 %         |
| Metacritic                | 78/100          | 81/100          |
| Иноязычные издания        |                 |                 |
| Издание                   | Оценка          | Оценка          |
| Издание                   | PC              | Xbox 360        |
| EGM                       | N/A             | 7,17/10         |
| Eurogamer                 | 6/10            | 7/10            |
| Game Informer             | N/A             | 8,75/10         |
| GamePro                   | 3,5/5           | 3,5/5           |
| GameRevolution            | N/A             | B+              |
| GameSpot                  | 8,1/10          | 8,0/10          |
| GameSpy                   | [ 20 ]          | [ 21 ]          |
| GameZone                  | 8,0/10          | 8,5/10          |
| IGN                       | 8,5/10          | 8,7/10          |
| Joystiq                   | N/A             | 8,0/10          |
| OXM                       | N/A             | 8,5/10          |
| PC Zone                   | 85 %            | N/A             |
| VideoGamer                | 8/10            | N/A             |
| WorthPlaying              | 8,5/10          | 8,5/10          |
| XboxAddict                | N/A             | 88 %            |
| Detroit Free Press        | N/A             | [ 33 ]          |
| The Sydney Morning Herald | N/A             | 3/5             |
| Русскоязычные издания     |                 |                 |
| Издание                   | Оценка          | Оценка          |
| Издание                   | PC              | Xbox 360        |
| Absolute Games            | 84 %            | N/A             |
| «PC Игры»                 | 6,5/10          | N/A             |
| PlayGround.ru             | 9,5/10          | N/A             |
| «Игромания»               | 8,0/10          | N/A             |
| «ЛКИ»                     | 85 %            | N/A             |
| «Страна игр»              | N/A             | 8,0/10          |

Condemned: Criminal Origins получила положительные отзывы.
По данным агрегатора Metacritic, Condemned на всех платформах имеет совокупный балл  78 и 81 из 100, основанный на девяноста шести отзывах. По мнению сайта GameRankings игра имеет совокупный результат в 83–84% также на всех платформах.
GameSpot поставил 8/10 баллов, высказавшись о версии для Xbox 360 так: «Она захватывает своим рукопашным боем с интенсивной и реалистичной жестокостью, как никакая до этого другая игра». Автору статьи понравилась впечатляющая графика, рукопашные схватки, атмосфера игры с «грязной, депрессивной частью локаций», начальная захватывающая история, ИИ противников. Однако не совсем понравилась монотонность геймплея с несоответствием качества репрезентативности и общей концепцией, неразвитость повествования, малоконтрастная окружающая обстановка. Версии на ПК этот же автор поставил лучший балл: 8,1 из 10, отметив в ней незначительные косметические различия локаций, но похвалив элементы геймплея — сбор улик.
Редактор статьи Джон Уолкер из Eurogamer присудил самый низкий балл из всех редакций, а именно 6 из 10. Ему крайне не понравились такие моменты игры, как: характер и способности протагониста, повествование сюжета, «представленного собой кучу старых панталонов», открываемые и не записываемые достижения за найденные вороны, но в итоге ему понравилась рукопашная боевая система игры. В отличие от предыдущего автора, Кристен Рид лучше воспринял игру, он оценил мрачную атмосферу окружающей среды, сюжет с «взвешенным подходом к действию», звуковые и визуальные эффекты, ИИ врагов, но были несколько раскритикованы элементы расследования преступлений, которые «не давали игроку возможности выступить в качестве следователя в любой момент».
GameSpy оценил версию для ПК игры в 4 из 5 звёзд, отметив такие приятные моменты: серьёзную хоррорную составляющую игры и её жуткую атмосферу, геймплей расследования улик, искусную графику и звуковые эффекты игры. Маленькими минусами игры сайтом были выделены повторяемость геймплея и предсказуемость сюжета с разочаровывающим финалом.  Версия на Xbox 360 была воспринята более положительно и имеет оценку 4,5 из 5: так же как и в вышеописанной версии, автору понравилась атмосфера игры с тревожным окружением, лучшая реализация рукопашного боя от первого лица, визуальная часть графики, уникальный опыт геймплея.
В своём обзоре на ПК IGN присудила Condemned 8,5 из 10 баллов. Редакция приятно оценила мрачную и захватывающую стороны игры, боевую систему, разнообразие оружия, звуковое сопровождение, впечатляющую детализацию уровней. Однако минусами игры были названы система судебного расследования преступлений и озвучка персонажей. Версии на Xbox 360 было присуждено больше баллов: 8,7 из 10. В этом обзоре плюсами игры были названы: варианты ударов, жуткое исполнение саундтрека и других звуков игры, графические эффекты инструментов расследования, поведение врагов.
Русскоязычные игровые издания более положительно отнеслись к Condemned: Criminal Origins, чем западные.
Так, сайт PlayGround.ru поставил максимальную оценку игре: 9,5 из 10, заявив, что «в Monolith готовили «бомбу» — квинтэссенцию всего самого лучшего в жанре «ужасов». <…> Ортодоксальные фанаты игровых horror-серий будут несколько удивлены способом подачи сюжета. И подачи страха <…> Перед нами пример великолепной работы, отличной игры, которая надолго останется в памяти после прохождения». Автору крайне понравился сюжет игры, качество игрового процесса, в том числе боевая система и элементы проведения расследования, «искусственный интеллект, выполненный на „отлично“, а также дизайн уровней с общей графикой игры.
Александр Тараканов из ЛКИ также поставил высокий рейтинг игре: 85%, посчитав «Condemned: Criminal Origins одним из самых необычных боевиков последнего времени». Редактор хорошо оценил достойную историю игры, графические эффекты освещения и теней, поведение противников, рукопашный бой. Однако было раскритиковано однообразие уровней и игрового процесса в виде приедающихся сражений, примитивность одинаковых поисков расследуемых улик.

## Запрет в Германии
В феврале 2008 года все экземпляры Condemned в Германии были конфискованы основании §131 УК, «запрещающего распространение или публичную демонстрацию в средствах массовой информации „жестоких или иным образом бесчеловечных актов насилия в отношении людей способом, выражающимся в его восхвалении или изображающим такие акты насилия, или которые представляют жестокие или бесчеловечные аспекты данных событий и оскорбляющие человеческое достоинство“».  В настоящее время распространение игры в Германии запрещено законом.

## Продолжение
В марте 2008 года (на платформах PS3 и Xbox 360) вышло продолжение игры: Condemned 2: Bloodshot, где игрок вживается в роль агента Томаса, но теперь уже на правах приглашённого эксперта, так как с творящимся в городе неспособны справиться люди, борющиеся за свою жизнь. В отличие от оригинала, игра сразу погружает в атмосферу мистического триллера и меняет систему боя на более разнообразную.